# Fred (fotbalist)
Frederico Chaves Guedes (n. 3 octombrie 1983, Teófilo Otoni, Minas Gerais, Brazilia), cunoscut ca Fred, este un fotbalist brazilian retras din activitate, care a jucat pe post de atacant la echipe ca Fluminense, Lyon și Cruzeiro. Pe plan internațional, are prezențe la națională pentru Brazilia. După încheierea carierei, a devenit conducător al clubului brazilian Fluminense.

## Palmares

### Club
Olympique Lyonnais
- Ligue 1: 2005–06, 2006–07, 2007–08
- Coupe de France: 2008

Fluminense
- Campeonato Brasileiro Série A: 2010, 2012
- Campeonato Carioca: 2012
- Taça Guanabara: 2012

### Echipa națională
- Copa América: 2007
- Superclásico de las Américas: 2011, 2012
- Cupa Confederațiilor FIFA: 2013

### Individual
- MVP Campeonato Brasileiro: 1

2012
- Série A Team of the Year: 2

2011, 2012
- Silver Ball: 2

2011, 2012
- Cupa Confederațiilor - Gheata de argint: 1

2013

## Statistici carieră

### Club
La 10 decembrie 2013
| Sezon        | Club            | Ligă         | Campionat | Campionat | Liga Regională | Liga Regională | Cupă    | Cupă   | Continental | Continental | Altele  | Altele | Total   | Total  |
| Sezon        | Club            | Ligă         | Meciuri   | Goluri    | Meciuri        | Goluri         | Meciuri | Goluri | Meciuri     | Goluri      | Meciuri | Goluri | Meciuri | Goluri |
| ------------ | --------------- | ------------ | --------- | --------- | -------------- | -------------- | ------- | ------ | ----------- | ----------- | ------- | ------ | ------- | ------ |
| 2001         | América Mineiro | Série A      | -         | -         | -              | -              | -       | -      | -           | -           | -       | -      | -       | -      |
| 2002         | América Mineiro | Série B      | -         | -         | -              | -              | -       | -      | -           | -           | -       | -      | -       | -      |
| 2003         | América Mineiro | Série B      | 19        | 7         | 10             | 18             | -       | -      | -           | -           | -       | -      | 29      | 25     |
| 2004         | América Mineiro | Série B      | 7         | 2         | 12             | 16             | 3       | 2      | -           | -           | -       | -      | 22      | 20     |
| 2004         | Cruzeiro        | Série A      | 24        | 14        | 1              | 1              | -       | -      | -           | -           | -       | -      | 25      | 15     |
| 2005         | Cruzeiro        | Série A      | 19        | 10        | 17             | 14             | 9       | 14     | 1           | 0           | -       | -      | 46      | 38     |
| 2005–06      | Lyon            | Ligue 1      | 32        | 14        | -              | -              | -       | -      | 9           | 2           | 1       | 0      | 42      | 16     |
| 2006–07      | Lyon            | Ligue 1      | 20        | 11        | -              | -              | -       | -      | 5           | 2           | 2       | 0      | 27      | 13     |
| 2007–08      | Lyon            | Ligue 1      | 21        | 7         | -              | -              | 4       | 1      | 3           | 0           | 2       | 0      | 30      | 8      |
| 2008–09      | Lyon            | Ligue 1      | 15        | 2         | -              | -              | -       | -      | 4           | 2           | 1       | 0      | 20      | 4      |
| 2009         | Fluminense      | Série A      | 20        | 12        | 4              | 3              | 6       | 2      | 6           | 5           | -       | -      | 36      | 22     |
| 2010         | Fluminense      | Série A      | 14        | 5         | 9              | 7              | 5       | 6      | -           | -           | -       | -      | 29      | 18     |
| 2011         | Fluminense      | Série A      | 25        | 22        | 13             | 10             | -       | -      | 5           | 2           | -       | -      | 43      | 34     |
| 2012         | Fluminense      | Série A      | 28        | 20        | 10             | 7              | -       | -      | 7           | 3           | -       | -      | 45      | 30     |
| 2013         | Fluminense      | Série A      | 9         | 3         | 7              | 2              | -       | -      | 7           | 3           | -       | -      | 23      | 8      |
| Career total | Career total    | Career total | 251       | 129       | 83             | 78             | 27      | 25     | 47          | 19          | 6       | 0      | 415     | 251    |

- Altele - French League Cup

### Meciuri internaționale
| Brazilia |         |        |       |
| An       | Meciuri | Goluri | Ratio |
| 2005     | 2       | 2      | 1.00  |
| 2006     | 5*      | 2      | 0.40  |
| 2007     | 2       | 0      | 0.00  |
| 2011     | 9       | 2      | 0.40  |
| 2012     | 1       | 1      | 1.00  |
| 2013     | 10      | 9      | 0.90  |
| Total    | 29      | 16     | 0.49  |

*The match against Al Kuwait XI was not counted.

### Goluri internaționale
| #   | Data       | Stadion                                                                | Oponent               | Scor | Rezultat | Competiția                         |
| --- | ---------- | ---------------------------------------------------------------------- | --------------------- | ---- | -------- | ---------------------------------- |
| 1.  | 2005-11-12 | Al Jazira Mohammed Bin Zayed Stadium, Abu Dhabi, Emiratele Arabe Unite | Emiratele Arabe Unite | 3–0  | 8–0      | Meci amical                        |
| 2.  | 2005-11-12 | Al Jazira Mohammed Bin Zayed Stadium, Abu Dhabi, Emiratele Arabe Unite | Emiratele Arabe Unite | 7–0  | 8–0      | Meci amical                        |
| 3.  | 2006-06-18 | Allianz Arena, München, Germania                                       | Australia             | 2–0  | 2–0      | Campionatul Mondial de Fotbal 2006 |
| 4.  | 2006-10-10 | Råsunda Stadium, Solna, Suedia                                         | Ecuador               | 1–1  | 2–1      | Meci amical                        |
| 5.  | 2011-06-07 | Estádio do Pacaembu, São Paulo, Brazilia                               | România               | 1–0  | 1–0      | Meci amical                        |
| 6.  | 2011-07-09 | Estadio Mario Alberto Kempes, Córdoba, Argentina                       | Paraguay              | 2–2  | 2–2      | Copa América 2011                  |
| 7.  | 2012-11-21 | Estadio Alberto J. Armando, Buenos Aires, Argentina                    | Argentina             | 1–1  | 1–2      | 2012 Superclásico de las Américas  |
| 8.  | 2013-02-06 | Wembley Stadium, London, Anglia                                        | Anglia                | 1–1  | 1–2      | Meci amical                        |
| 9.  | 2013-03-21 | Stade de Genève, Geneva, Elveția                                       | Italia                | 1–0  | 2–2      | Meci amical                        |
| 10. | 2013-03-25 | Stamford Bridge, Londra, Anglia                                        | Rusia                 | 1–1  | 1–1      | Meci amical                        |
| 11. | 2013-06-02 | Estádio do Maracanã, Rio de Janeiro, Brazilia                          | Anglia                | 1–0  | 2–2      | Meci amical                        |
| 12. | 2013-06-22 | Arena Fonte Nova, Salvador, Brazilia                                   | Italia                | 3–1  | 4–2      | Cupa Confederațiilor FIFA 2013     |
| 13. | 2013-06-22 | Arena Fonte Nova, Salvador, Brazilia                                   | Italia                | 4–2  | 4–2      | Cupa Confederațiilor FIFA 2013     |
| 14. | 2013-06-26 | Mineirão, Belo Horizonte, Brazilia                                     | Uruguay               | 1–0  | 2–1      | Cupa Confederațiilor FIFA 2013     |
| 15. | 2013-06-30 | Estádio do Maracanã, Rio de Janeiro, Brazilia                          | Spania                | 1–0  | 3–0      | Cupa Confederațiilor FIFA 2013     |
| 16. | 2013-06-30 | Estádio do Maracanã, Rio de Janeiro, Brazilia                          | Spania                | 3–0  | 3–0      | Cupa Confederațiilor FIFA 2013     |